# Jacques d'Estampes de Valençay
Pour son cousin, le maréchal de La Ferté-Imbault, voir Jacques d'Étampes.
 (décembre 2014).
Jacques d’Estampes, 1er marquis de Valençay, né en novembre 1579 et mort le 21 novembre 1639 à Boulogne-sur-Mer, est un gentilhomme, militaire et homme politique français des XVIe et XVIIe siècles.

## Biographie

### Origines et famille
Fils aîné de Jean d’Estampes (mai 1548 + 1620), seigneur de Valençay, d'Estiau, etc., capitaine de 50 hommes d’armes des ordonnances du roi (1586), alias de 100 hommes, chevalier de l'ordre de Saint-Michel, conseiller d’État (janvier 1594), nommé chevalier du Saint-Esprit (1619), mort d'une blessure d'arquebuse, étant en campagne en Navarre, et de Sarah d’Applaincourt, dame d’Applaincourt, en Picardie, héritière d'une maison chevaleresque citée dès en 1165.
Il est le frère aîné de Léonor d'Estampes de Valençay, archevêque-duc de Reims, d'Achille d'Étampes de Valençay, cardinal et lieutenant-général, et de Jean d'Estampes de Valençay, conseiller d'État et ambassadeur.
Il est à noter que, le 17 février 1608, Jacques d’Estampes cède par échange la seigneurie d’Etouy (achetée deux ans plus tôt à Louise d’Ongnies) à Adrien de Wignacourt (1557 + 1628), seigneur de Rue-Saint-Pierre et de Litz, lieutenant de 100 cuirassiers, gentilhomme de la chambre du roi.

### Carrière militaire et politique
(janvier 2012).
Valençay commande la cavalerie à l’armée de Guyenne en 1615 et 1616.
- Lieutenant-colonel de la cavalerie légère de France, c'est-à-dire adjoint du colonel-général de la cavalerie légère (qui commandait l'ensemble de la cavalerie française, à l'exception des compagnies de la gendarmerie de France, cavalerie lourde directement aux ordres du roi).
- Grand maréchal des logis de la maison du Roi en 1618, c'est-à-dire chargé des logements du roi, de sa maison civile et militaire et de la cour,
- Chevalier de l'ordre du Saint-Esprit en décembre 1619, reçu à la place de son père à la demande de ce dernier,
- Sert déjà comme Maréchal de camp au siège de Saint-Jean-d'Angély en juin 1621, sous les ordres du duc de Lesdiguières qui contraint Benjamin de Rohan seigneur de Soubise de se rendre, après trois semaines de résistance. Il est aussi aux sièges de Clairac, Montauban et Monheurt. En 1622 après le traité de Montpellier, il est laissé dans la ville avec les régiments Picardie, Navarre et Normandie.
- Officiellement nommé Maréchal de camp par le roi en mai 1622.
- Conseiller d'État, siège en juin 1622 au conseil du roi.
- Après le siège et la paix de Montpellier, il est nommé gouverneur de la ville de 1622 à 1626.

Il devait se retirer de Montpellier lorsque le duc de Rohan aurait fait détruire les forteresses qui, d'après le traité, devaient être rasées par les protestants. Le duc de Rohan, étant venu à Montpellier pour des explications qui furent suspectes au gouverneur, celui-ci n'hésita pas à faire arrêter ce chef du parti réformé. Le duc ne resta que peu de jours son prisonnier, mais on n'était point habitué à tant de hardiesse. Il est vrai qu'il était beau-frère du secrétaire d'État Puysieux.
- Gouverneur de Calais de 1626 à 1632.

Valençay ne pouvant croire à la permanence de la fortune du cardinal de Richelieu, cherche à se ménager les bonnes grâces de la reine mère et du duc d'Orléans. Un voyage en Angleterre l'ayant rendu suspect au ministre, son gouvernement lui est enlevé en 1632, non sans ménagement. Il est indemnisé de la perte de Calais par un cadeau de cinquante mille écus.
- Gouverneur de la province du Berry en 1636, en remplacement temporaire du prince de Condé.

## Mariage et descendance
Jacques d'Estampes épouse en 1599 Louise Blondel de Joigny (vers 1580 + novembre 1635, Paris), dame de Bellebrune, fille unique et héritière d’Oudard Blondel de Joigny (+ novembre 1576), 2e baron de Bellebrune, en Boulonnais, (seigneur de Joigny). Petite-fille d’Antoine Blondel de Joigny (+ mai 1572), baron de Bellebrune, chevalier de Saint-Michel. De cette union, naissent trois fils et deux filles :
- Jean d’Estampes-Valençay (1600 + 1629, Privas), appelé le baron de Bellebrune, puis le baron de Valençay (1622), cornette commandant la compagnie de chevau-légers du duc de Mayenne, au sein de la cavalerie du prince de Condé (1616), se distingue au siège de Tonnein (1622), lieutenant-colonel de la cavalerie légère de France, blessé d’une mousquetade aux barricades de Suze, puis tué la même année au siège de Privas. Marié le 14 avril 1627 à Catherine d’Elbene, d'où deux filles. Sa mort donne lieu à de longs conflits de succession entre la maison d'Elbène et la maison de Valençay[2].
- Dominique d’Estampes-Valençay (1601 + 6 mai 1691, à 90 ans), appelé le marquis d’Applaincourt, puis 2e marquis de Valençay (1639), marquis de Fiennes, près de Boulogne (lettres patentes de février 1643, enregistrées le 14 mars 1644, fief acquis par échange en 1642), titre destiné à son fils aîné, conseiller d’État, capitaine de 100 hommes d’armes des ordonnances du roi, commandant général du ban et arrière-ban des provinces de Berry, Blaisois et Orléanais en 1636, élu député de la Noblesse du Berry, pour se trouver aux États qui devaient se tenir à Paris en 1649, membre du conseil du prince de Condé, aux côtés du prince de Conti et du duc de La Rochefoucauld en 1651. Marié en 1641 à Marie-Louise Marguerite de Montmorency (vers 1620 † 1684), fille aînée de François de Montmorency (1600 + 22 juin 1627, décapité), appelé le comte de Bouteville, comte souverain de Luxe (1616), et Élisabeth Angélique de Vienne. Elle était sœur aînée de la future duchesse de Châtillon puis de Mecklembourg-Schwerin et du futur maréchal duc de Luxembourg. Le marquis de Valençay avait grand crédit dans la province, mais Lenet trouvait en lui « bien de l'esprit et peu de résolution ». Plus riche ou moins prudent que son père, il entreprend à Valençay des travaux considérables, entre 1640 et 1650, doublant de longueur l’aile ouest du château, dans le même style du XVIe siècle, détruisant des bâtiments de service. Ces travaux et le faste de Valençay entrainent d’assez folles dépenses. D'où plusieurs fils et filles.
- Henri d'Estampes-Valençay (1603 + 6 avril 1678, Malte), présenté de minorité dans l'ordre de Saint-Jean de Jérusalem en 1608[3] et devient chevalier, est successivement commandeur de Metz, général en chef de l’armée navale française (1632), général des galères de Malte, ambassadeur de France à Rome (1652-1655), puis à Venise. Frustré d'un chapeau de cardinal qui alla au coadjuteur de Gondi (cardinal de Retz), abbé de Bourgueil et de Champagne en récompense de ses négociations, il meurt à Malte.
- Eléonore d'Estampes-Valençay (vers 1606 + 27 mars 1679, à 72 ans), mariée le 7 novembre 1628 à Charles de Monchy (1599 + 13 juin 1658, Dunkerque, au combat), marquis d’Hocquincourt (Picardie), maréchal de camp (1639), Maréchal de France (1651, en même temps que le marquis de La Ferté-Imbault), trahit finalement la couronne en 1655, rallié à l’Espagne, pour laquelle il défend Dunkerque. Dont postérité : huit enfants.
- Charlotte d'Estampes de Valençay, morte en 1695. Elle est d'abord religieuse à Faremoutiers, jusqu'en 1633[4], où elle est proche de Françoise de la Châtre, abbesse, par ailleurs liée à la maison de Valençay par le mariage d'Élisabeth, sœur de Jacques d'Estampes de Valençay, avec Louis de la Châtre[5]. Elle est ensuite Abbesse d'Estival, jusqu'à sa mort [6].

## Pour approfondir

### Pages Connexes
- Famille d'Estampes
- Château de Valençay
- Château d'Happlaincourt

### Sources et bibliographie
- Père Anselme de Sainte-Marie, Généalogie de la Maison d'Estampes, Paris, 1733
- La Chesnaye-Aubert, Dictionnaire de la noblesse, Paris, 1773
- Adrien Huguet, Un grand maréchal des logis de la maison du roi, le marquis de Cavoye, 1640-1716, Paris, Champion, 1920
- Tallemant des Réaux, Historiettes, 1834
- Louis de La Roque, Catalodue des chevaliers de Malte appelés successivement chevaliers de l'ordre militaire et hospitalier de Saint-Jean de Jérusalem, de Rhodes et de Malte, 1099-1890, Alp. Desaide, Paris, 1891